# Lô Borges (álbum)
Lô Borges é o álbum solo de estreia do cantor brasileiro de mesmo nome, lançado em 1972. Ficou mais conhecido como "Disco do Tênis", pois na capa está retratado o par de tênis que o artista usava na época. 

## História
Enquanto gravava o Clube da Esquina ao lado de Milton Nascimento, Beto Guedes e outros amigos, Lô Borges, à época com vinte anos, foi contratado pela gravadora para fazer um novo disco, dessa vez sozinho e dentro de um prazo muito curto. A gravação foi marcada por um período intenso de criação e produção de músicas, que tiveram que ser compostas às pressas para cumprir os prazos. No entanto, o resultado frustrou as expectativas comerciais da gravadora, que por fim não investiu na sua divulgação.  Assim nasceu o Disco do Tênis lançado logo depois do Clube da Esquina.
Em 2018, o disco foi revisitado por Lô e regravado ao vivo.

### Capa
A capa do disco é a foto de um par de tênis que Lô ganhara de segunda mão de um primo. O fotógrafo Cafi, que registrou os calçados em frente à sua casa, levou o material à gravadora, que reagiu mal ao trabalho, pois já não tinham gostado muito da capa do Clube da Esquina, que trazia a foto de duas crianças que não eram os artistas. Segundo Lô, os tênis simbolizavam sua intenção de cair na estrada após o lançamento do disco, por não querer mais ver a música apenas como obrigação contratual com uma gravadora. Após o lançamento do disco, o cantor passou um período viajando de ônibus pelo Brasil, vendendo seu disco pelas praças de diferentes cidades. O seu próximo disco, A Via-Láctea, só seria lançado sete anos depois, por incentivo de Milton Nascimento, que desejava produzir um disco do amigo.

## Influência
Alex Turner, vocalista da banda Arctic Monkeys, afirmou que a canção "Aos Barões" lhe serviu de inspiração para a produção do álbum Tranquility Base Hotel & Casino.

## Faixas
Todas as músicas escritas por Lô Borges, exceto onde especificado.
| N.º | Título                     | Compositor(es)            | Duração |  |
| 1.  | "Você Fica Melhor Assim"   | Lô Borges, Tavinho Moura  | 02:08   |  |
| 2.  | "Canção Postal"            | Lô Borges, Ronaldo Bastos | 02:10   |  |
| 3.  | "O Caçador"                | Lô Borges, Márcio Borges  | 01:59   |  |
| 4.  | "Homem da Rua"             |                           | 02:00   |  |
| 5.  | "Não Foi Nada"             |                           | 01:47   |  |
| 6.  | "Pensa Você"               |                           | 01:26   |  |
| 7.  | "Fio da Navalha"           |                           | 02:19   |  |
| 8.  | "Prá Onde Vai Você"        | Lô Borges, Márcio Borges  | 00:37   |  |
| 9.  | "Calibre"                  |                           | 01:29   |  |
| 10. | "Faça Seu Jogo"            | Lô Borges, Márcio Borges  | 01:42   |  |
| 11. | "Não Se Apague Esta Noite" | Lô Borges, Márcio Borges  | 02:32   |  |
| 12. | "Aos Barões"               |                           | 02:31   |  |
| 13. | "Como o Machado"           |                           | 01:45   |  |
| 14. | "Eu Sou Como Você É"       |                           | 03:03   |  |
| 15. | "Toda Essa Água"           |                           | 02:47   |  |

## Ficha Técnica

#### Músicos
- Lô Borges - Voz (1,2,3,4,5,6,8,10,11,12,13,14), guitarra (1,7,8,9,12), violão (2,6,11,13,14,15), piano (5,10,12) e violões (14).
- Beto Guedes - Voz (2,4,8,13), guitarra (1,8,9), baixo elétrico (3,7,10,11), bandolim (2), órgão (3), percussão (5,6,14), piano elétrico (11), bateria (12) e viola (15)
- Toninho Horta - Baixo elétrico (1,4,9,11,12), voz (2), guitarra (3,7,10,11,15), órgão (3), piano (6), cravo (8) e percussão (14)
- Sirlan Antônio de Jesus - Bateria (1,4,7,9,11), voz (2), violão (6) e guitarra (12)
- Flávio Venturini - Voz (2,13), cravo (6) e piano elétrico (7)
- Tenório Junior - Piano (4), percussão (5) e órgão (9,11,15)
- Nelson Angelo - Violão (2,5,11) e guitarra (4)
- Novelli - Violão (2), baixo elétrico (5,8) e piano (11)
- Danilo Caymmi - Flauta (5,9)
- Rubinho Moreira - Bateria (3,10) e percussão (5,15)
- Robertinho Silva - Bateria (5,8,15)
- Dori Caymmi - Arranjos e Regência (10)

#### Produção
- Milton Miranda: Diretor de Produção
- Maestro Gaya: Diretor Musical
- Milton Nascimento: Assistente de Produção
- Márcio Borges: Assistente de Produção
- Z.J. Merky: Diretor Técnico
- Nivaldo: Técnico de Gravação
- Toninho: Técnico de Gravação
- Reny R. Lippi: Técnico de laboratório
- Tadeu Valério: Arte
- Capa: Cafi e Ronaldo Bastos
- Foto: Cafi